# Ueli Augsburger

Ueli Augsburger

Ueli Augsburger (1941) is een Zwitsers politicus. Hij is lid van de Zwitserse Volkspartij en hij was ook lid van de Regeringsraad van het kanton Bern.
Augsburger was van 1 juni 1989 tot 31 mei 1990 voorzitter van de Regeringsraad (regeringsleider) van het kanton Bern.